# ریوسوکه هاشیگوچی
ریوسوکه هاشیگوچی ((به ژاپنی: 橋口亮輔 Hashiguchi Ryōsuke)؛ زادهٔ ۱۳ ژوئیهٔ ۱۹۶۲) کارگردان فیلم، و فیلم‌نامه‌نویس اهل ژاپن است. وی کارگردان فیلم همه اطراف ما است.